# 판타스틱 패밀리
판타스틱 패밀리(No Ordinary Family)는 2010년 9월 28일부터 2011년 4월 5일까지 ABC에서 방영한 드라마이다.

## 캐스트
- 마이클 치클리스 - James Powell, Sr.
- 줄리 벤즈 - Stephanie Powell
- 케이 파나베이커 - Daphne Nicole Powell
- 지미 베넷 - James Powell, Jr.
- 어텀 리저 - Katie Andrews
- 로마니 말코 - George St. Cloud
- 스티븐 콜린스 - Dr. Dayton King
- 존 스튜어트 - the Watcher